# Franse titelpagina

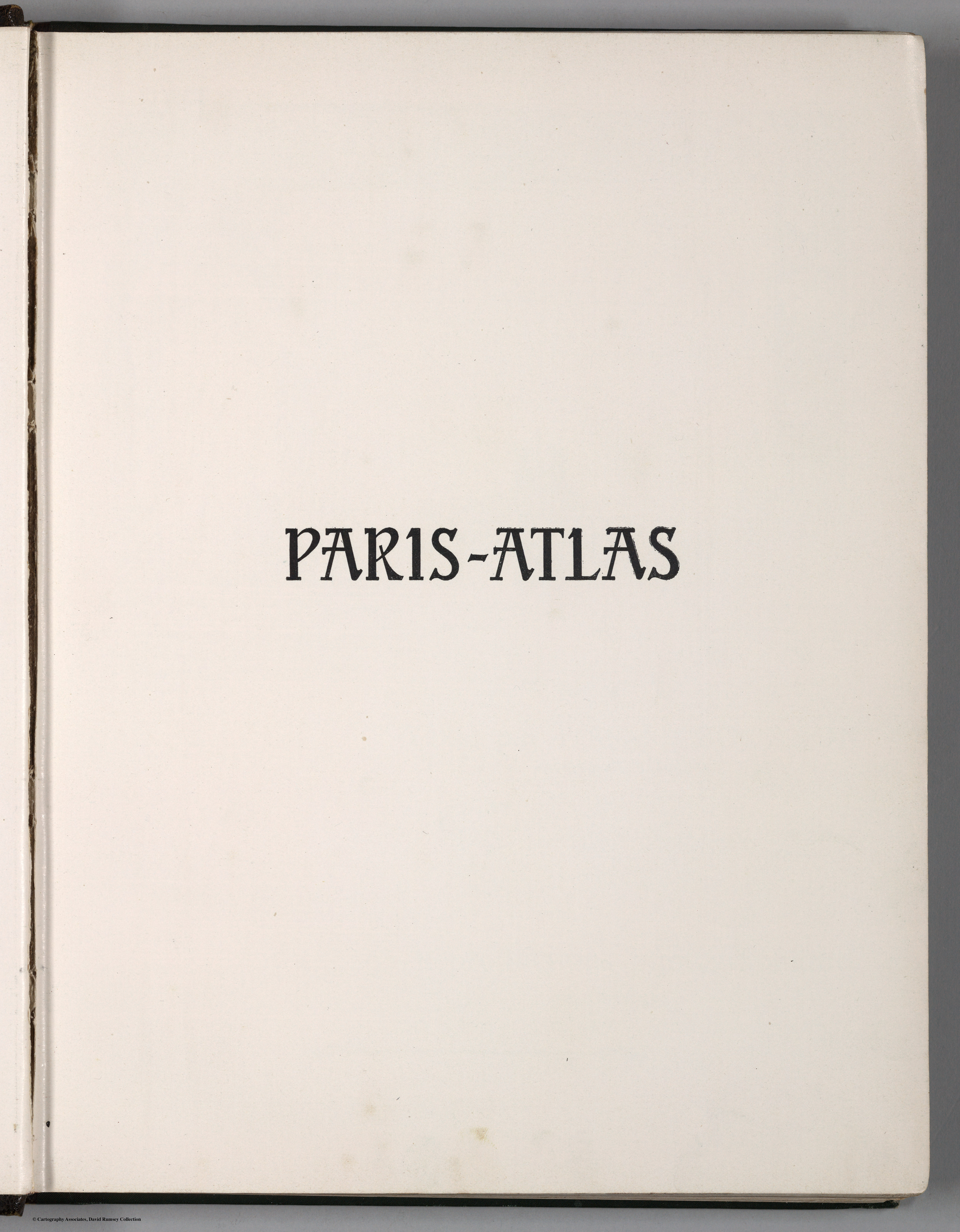
Franse titelpagina van Paris-atlas, 1900

De Franse titelpagina of Franse pagina is een pagina in de beginsectie van een drukwerk, ze bevat meestal uitsluitend de titel ervan. De Franse titelpagina is verschillend van de titelpagina (of titelblad) van een drukwerk en bevindt zich altijd op het vel voor het vel van de titelpagina.  Anders dan de titelpagina van een drukwerk is de inclusie van een Franse titelpagina geen vereiste, en dus een keuze van de auteur en/of uitgever van het drukwerk. 
In de regel staat op de Franse titelpagina enkel de hoofdtitel van het drukwerk en blijft deze verder blanco. Dit maakt de pagina ook verschillend van de  titelpagina van een drukwerk, waar ook de ondertitel, auteur, vertaler(s), druk en uitgever worden vermeld.

## Historie van gebruik
De Franse titelpagina komt voort uit het feit dat in het verleden niet de drukker/uitgever, maar de boekverkoper of de lezer een band om boeken maakte. De Franse titelpagina diende dan als bescherming in afwachting van een band. Soms werd de Franse titel als schutblad tegen de band aangelijmd, soms werd een los schutblad tussen het Franse titelblad en de band aangebracht en bleef de Franse titelpagina zichtbaar. Dit maakte het ook mogelijk boeken twee keer in te binden, bijvoorbeeld wanneer deze van bibliotheek wisselde of wanneer de band beschadigd was. Het komt dus voor dat een Franse titelpagina ontbreekt in een boek omdat deze tegen de band aangelijmd zit.
Het is onduidelijk waar de aanduiding ‘Franse titel’ precies vandaan komt. Het is wellicht een verbastering van ‘voor de handse titel’. Maar het kan ook zijn dat een Franse titel ook daadwerkelijk uit Frankrijk komt. Gebonden boeken werden vroeger door de Fransen ook weleens als een goedkope versie zonder band uitgebracht, waarbij het eerste blad als voorkant diende: de Franse titelpagina.

## Positionering
De Franse titelpagina, indien aanwezig, is de voorste bedrukte pagina van een boek. Na de omslag en na een eventueel schutvel is de Franse titelpagina dan wel de eerste pagina (de voorkant op het eerste vel), dan wel de derde pagina (de voorkant van het tweede vel) van het gedrukte boekblok. De keerzijde van de Franse titelpagina kan onbedrukt zijn, of bedrukt met het frontispice of met een lijst van werken van de auteur of de boekenreeks. De daaropvolgende pagina  is de titelpagina van het drukwerk. In de regel, de Franse titel is ten minste de derde pagina van een drukwerk.

## Opdracht/signeren van een drukwerk
In de regel gebruikt men de Franse titelpagina niet voor het schrijven van een opdracht aan de lezer. Een opdracht of handtekening bij het signeren staat dus altijd op de titelpagina van een boek.

## Ex libris
Indien een drukwerk geen schutblad heeft dan kan de ex libris op de Franse titelpagina worden aangebracht. Wanneer de ex libris wordt aangebracht in de vorm van een blinddruk (of preegstempel), dan bevindt deze zich altijd op de Franse titelpagina – zelfs wanneer het drukwerk een schutblad heeft.